# Bressieux
Bressieux é uma comuna francesa na região administrativa de Auvérnia-Ródano-Alpes, no departamento de Isère. Estende-se por uma área de 0,8 km². Em 2010 a comuna tinha 95 habitantes (densidade: 118,8 hab./km²).